# Berlin-Marienfelde
Berlin-Marienfelde [maˈʀiːənˌfɛldə]  est l'un des six quartiers qui composent l'arrondissement de Tempelhof-Schöneberg du sud-ouest de la capitale allemande. Il a été intégré à Berlin lors de la réforme territoriale du Grand Berlin le 1er octobre 1920. Jusqu'en 2001 et la formation de l'actuel arrondissement, il faisait partie du district de Tempelhof.

## Géographie

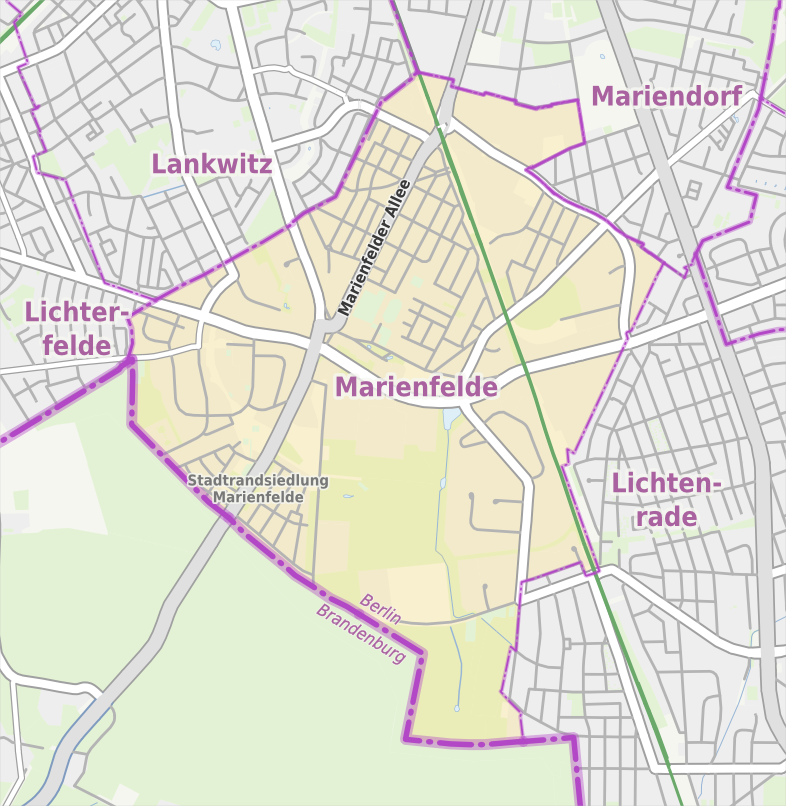
Carte de Marienfelde et des quartiers limitrophes.

Le quartier se trouve sur le plateau de Teltow qui s'éleve au sud-ouest de la vallée de la Spree. Au nord-ouest il confine à l'arrondissement de Steglitz-Zehlendorf, au sud-est la frontière de la cité de Berlin le sépare du land de Brandebourg. Vers l'est, Marienfelde confine aux quartiers de Mariendorf et de Lichtenrade.
La ligne de chemin de fer de Berlin à Dresde et la Bundesstraße 101 traversent le quartier. Une vaste zone commerciale, comprenant entre autres les usines de l'industrie Daimler-Motoren-Gesellschaft (Daimler AG), s'étend au nord-est de la ligne ferroviaire. Quelques autres exploitations comprennent notamment Edeka et IBM. Des sites de l'institut fédéral allemand d'évaluation des risques (Bundesinstitut für Risikobewertung, BfR) et de l'institut Friedrich-Loeffler (FLI), tous deux agences du ministère fédéral de l'Agriculture, se trouvent au sud du quartier.

### Population
Le quartier comptait 32 238 habitants le 1er janvier 2017 selon le registre des déclarations domiciliaires, c'est-à-dire 3 523 hab./km2.

## Histoire
La gare de Marienfelde, loin au nord du village, a été ouverte avec la ligne de Berlin à Dresde en 1875. Quelques mois plus tard, une seconde voie ferroviaire en déroulement parallèle, utilisée par l'Armée prussienne, était inaugurée. La construction était suivie par le développement d'un parc industriel. En 1920, la commune de Marienfelde fut rattachée à Grand Berlin.

### Les Templiers et les Hospitaliers

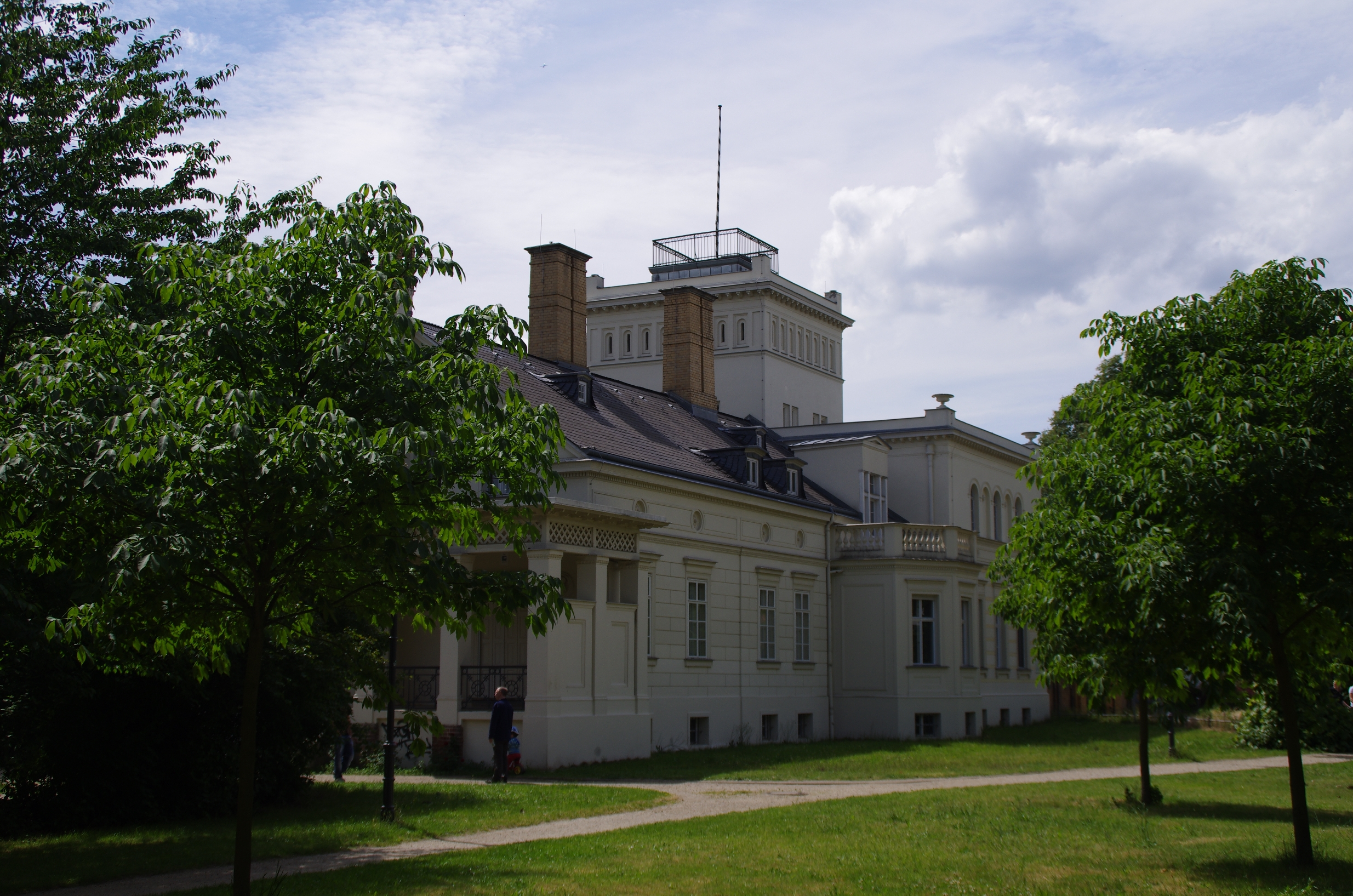
Le manoir de Marienfelde.

L'ancien village s'est développé dans les années 1220 avoisinant une commanderie de l'ordre du Temple à Tempelhof. Au cours de la colonisation germanique, les chevaliers d'ordre étaient venus à la marche de Brandebourg ; ils élevèrent dans ce lieu une église vers l'an 1240.
Le nom de Merghenvelde a été cité pour la première fois dans un document remontant à l'an 1344. Après la dissolution de l'ordre du Temple en 1312, le domaine devint propriété des Hospitaliers du grand bailliage de Brandebourg. En 1435, les domaines de l'Ordre ont été acquis par la ville-double de Berlin-Cölln.

### Centre de transit de réfugiés
Marienfelde est également connue pour un vaste centre de traitement des réfugiés qui a fonctionné pendant la guerre froide. Le centre, qui a ouvert ses portes en 1953, était la première étape pour plus de 1,5 million de réfugiés fuyant le communisme en Allemagne de l'Est via Berlin-Ouest. Les réfugiés arrivant à Berlin-Ouest étaient envoyés au centre où ils recevaient des soins médicaux, de la nourriture, des papiers d'identité et un logement jusqu'à ce qu'ils puissent être réinstallés de manière permanente à l'Ouest.
Même après la chute du mur de Berlin en 1989, le centre a continué à traiter les réfugiés est-allemands jusqu'à la réunification, un an plus tard.

## Transports

### Gares de S-Bahn
: 
Marienfelde
Buckower Chaussee
Schichauweg

## Personnalités liées à Marienfelde
- Heinrich Kiepert (1818-1899), géographe et cartographe ;
- Heinrich Lübke (1894-1972), futur président fédéral, y habitait dans les années 1920s.